# Oscar Rizzato

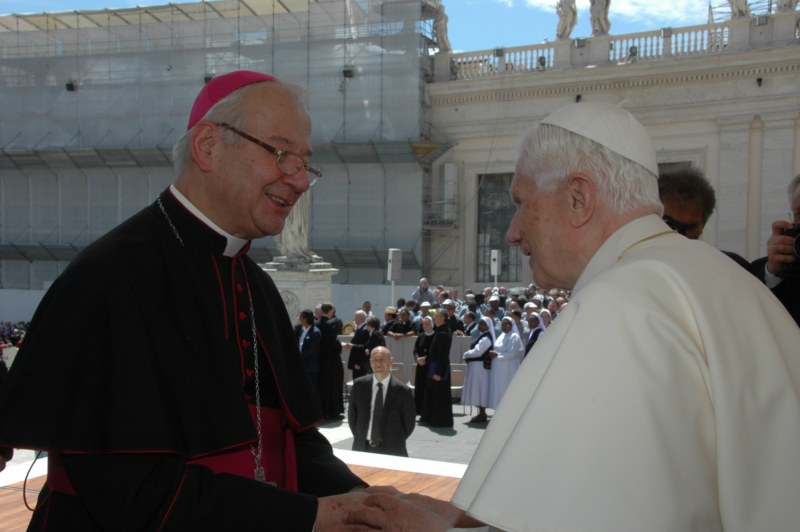
Erzbischof Oscar Rizzato bei Papst Benedikt XVI.

Oscar Rizzato (* 8. Februar 1929 in San Giorgio delle Pertiche, Provinz Padua; † 11. Januar 2021 in Padua) war ein italienischer Geistlicher und Kurienerzbischof der römisch-katholischen Kirche. Er war Päpstlicher Almosenier.

## Leben
Oscar Rizzato empfing nach seiner theologischen Ausbildung am Diözesanseminar in Padua am 4. Juli 1954 die Priesterweihe für das Bistum Padua. Von 1954 bis 1956 war er Vizerektor und Lehrer am Kleinen Seminar am Bischöflichen Kolleg von Thiene. Ab 1957 besuchte er die Fakultät für Literatur und Philosophie in Padua und graduierte in christlicher Archäologie. Zur gleichen Zeit war er als Seelsorger aktiv und unterrichtete Religion am Configliachi-Institut in Padua.
1961 wurde er als Archivar des Staatssekretariats und Studienassistent des Sekretariats für lateinische Literatur in den Dienst des Heiligen Stuhls berufen. 1976 erhielt er den Titel des Ehrenprälaten Seiner Heiligkeit (Monsignore). 1983 wurde er Büroleiter des Staatssekretariats und ein Jahr später Assessor für allgemeine Angelegenheiten des Staatssekretariats.
Papst Johannes Paul II. ernannte ihn am 23. Dezember 1989 zum Titularerzbischof von Virunum sowie zum Päpstlichen Almosenier und spendete ihm am 6. Januar 1990 im Petersdom die Bischofsweihe; Mitkonsekratoren waren die Kurienerzbischöfe Giovanni Battista Re und Miroslav Stefan Marusyn.
Am 28. Juli 2007 nahm Papst Benedikt XVI. sein aus Altersgründen vorgebrachtes Rücktrittsgesuch an. Auch nach der Emeritierung blieb er geistlicher Assistent für einen Teil des Personals des Vatikanstaates und übernahm Dienste in der Augustinergemeinde Sant’Anna dei Palafrenieri in der Nähe der Porta S. Anna.
Am 18. November 1988 erhielt er auf Initiative des Präsidenten der italienischen Republik die Ehre des Großoffiziers des Verdienstordens der Italienischen Republik.
Oscar Rizzato starb am 11. Januar 2021 im Alter von 91 Jahren auf Grund einer SARS-CoV-2-Infektion.